# ETRSS-1
ETRSS-1 (Ethiopian Remote Sensing Satellite 1) è stato il primo satellite dell'Etiopia. 
Il satellite, del tipo CubeSat, è stato realizzato dalla China Academy of Space Technology per conto del Ministero della scienza e tecnologia dell'Etiopia. Il lancio è stato effettuato il 20 dicembre 2019 dal Centro spaziale di Taiyuan con un razzo vettore Lunga Marcia 4B.
Il satellite, con una massa al lancio di 65 Kg, era destinato all’osservazione terrestre ed era equipaggiato con una telecamera multispettrale in grado di rilevare immagini nel visibile e nell'infrarosso. I compiti principali del satellite consistevano nel rilevamento di immagini per il monitoraggio delle foreste e delle risorse idriche, il monitoraggio agricolo e il monitoraggio ambientale, con particolare riguardo agli effetti dei cambiamenti climatici.
Il satellite aveva una vita prevista di due anni, ma nel gennaio 2022 era ancora operativo e si prevede che avrà una durata più lunga.